# Aparició de la Verge a Sant Jacint
L'aparició de la Verge a Sant Jacint és el tema de dos quadres d'El Greco. Tot i la seva gran qualitat i l'unànime atribució a aquest artista, solen passar desapercebuts quan es comenta la seva obra.
Als Inventaris realitzats per Jorge Manuel Theotocópuli, després de la mort del deu pare, hi consten dos "Jacintos" a l'Inventari-I, i tres a l'Inventari-II. És possible que alguna de les peces inventariades coincideixi amb algun dels dos llenços actualment existents.
Al Catàleg Comentat de Harold Wethey, aquestes dues teles estan catalogades amb els nº. 233 i 234.

## Temàtica de l'obra
Jacint de Cracòvia fou un religiós enviat, juntament amb altres companys, a introduir l'ordre Dominicana, o Orde dels Predicadors, a Polònia i Kíev. Hom també li atribueix la predicació a altres contrades entre el Bàltic i el Mar Negre. Actualment, junt amb Sant Casimir és un dels Sants més venerats a Lituània.
Però El Greco no el representa consagrat a la seva activitat missionera, sinó que interpreta una llegenda segons la qual la Maria se li va aparèixer en ocasió d'una invasió dels Tàtars. La Verge va demanar-li que salvés una imatge Seva. Jacint va poder-ho fer, malgrat que la imatge era molt més pesant del que hom podia raonablement aixecar.

## Anàlisi de l'obra.
Els dos llenços són gairebé idèntics,i només es diferencien en les dimensions. Tanmateix, Wethey hi remarca algunes diferències formals i, especialment, notables diferències de qualitat.
En ambdues teles, a l'esquerra hi ha un trencament de glòria, on la Verge i el Nen Jesús són en un núvol lluminós. Jacint, està agenollat a l'interior d'una església on, al fons i a la dreta del quadre, hi veiem dues columnes sobre sengles pilars. En una Fornícula a l'esquerra i darrere aquestes columnes hi veiem l'estàtua borrosa d'un bisbe, que podria ser Estanislau Kostka, o bé a Pandrotta de Cracòvia, qui, segons la llegenda, també va presenciar el prodigi.
La mà dreta de Sant Jacint resta dramàticament sobre el seu pit, mentre l'esquerra s'estén vers l'espectador, com si fos una invitació a entrar dins la pintura. La túnica rosada de la Verge és l'únic detall de color càlid en tot el quadre, contrastant amb el blau clar del seu mantell.
El Greco representa aquesta escena amb un gran mestratge en l'ús de la línia, el color i la llum, especialment en el que es refereix a la Verge i el Nen, i una enorme precisió i habilitat en la pinzellada. La imprimació rogenca, que El Greco va deixar visible en algunes parts del quadre, i la finor amb la qual va aplicar les subtils capes superiors de pintura, són típiques d'aquesta etapa del mestre cretenc.

### Versió de Filadèlfia
Segons Wethey, aquesta obra coincideix amb la peça de majors dimensions catalogada en els Inventaris fets per Jorge Manuel, i és la de major qualitat de les dues actualment conservades, fet que es reflecteix en la brillantor més gran del color, sobretot en la Verge i el Nen, i en el mestratge més gran de les pinzellades. També les dues figures i la decoració arquitectònica estan més ben resoltes. En canvi, una estranya deformació a la mà de Sant Jacint, pot ser deguda a una restauració defectuosa., 

### Versió de Rochester
El paviment de l'església i les columnes de la dreta van ser defectuosament pintats per un ajudant. La vestimenta de Sant Jacint es caracteritza per la vivacitat de la pinzellada, però el cap (sobretot els llavis, ulls i orelles) va ser retocat per un ajudant, de forma inexperta.